# Seznam států Austrálie a Oceánie a jejich správních celků
Následující tabulka obsahuje nezávislé státy v regionu Austrálie a Oceánie a jejich správní celky. Seznam nezahrnuje závislá území (např. Nová Kaledonie, Tokelau, Americká Samoa). Struktura a počet jednotlivých dílčích celků odpovídá stavu v roce 2013. 

## Austrálie a Nový Zéland
| Stát        | Správní celek             | Správní celek         | Hlavní článek                         |
| Stát        | český název (počet)       | název místním jazykem | Hlavní článek                         |
| ----------- | ------------------------- | --------------------- | ------------------------------------- |
| Austrálie   | stát (6) + teritorium (3) | state + territory     | Administrativní dělení Austrálie      |
| Nový Zéland | region (16)               | region                | Administrativní dělení Nového Zélandu |

## Melanésie
| Stát                | Správní celek                                               | Správní celek                                            | Hlavní článek                                |
| Stát                | český název (počet)                                         | název místním jazykem                                    | Hlavní článek                                |
| ------------------- | ----------------------------------------------------------- | -------------------------------------------------------- | -------------------------------------------- |
| Papua Nová Guinea   | provincie (18) + autonomní region + distrikt hlavního města | province + autonomous region + national capital district | Administrativní dělení Papuy Nové Guineje    |
| Fidži               | divize (obvod) (4) + dependence Rotuma                      | division + Rotuma                                        | Administrativní dělení Fidži                 |
| Šalomounovy ostrovy | provincie (9) + území hlavního města                        | province + Capital Territory                             | Administrativní dělení Šalomounových ostrovů |
| Vanuatu             | provincie (6)                                               | province                                                 | Administrativní dělení Vanuatu               |

## Mikronésie
| Stát                | Správní celek            | Správní celek         | Hlavní článek                                |
| Stát                | český název (počet)      | název místním jazykem | Hlavní článek                                |
| ------------------- | ------------------------ | --------------------- | -------------------------------------------- |
| Palau               | stát (16)                | state                 | Administrativní dělení Palau                 |
| Mikronésie          | stát (4)                 | state                 | Administrativní dělení Mikronésie            |
| Marshallovy ostrovy | obec (29)                | municipality          | Administrativní dělení Marshallových ostrovů |
| Kiribati            | "geografická oblast" (3) | "unit"                | Administrativní dělení Kiribati              |
| Nauru               | distrikt (14)            | district              | Administrativní dělení Nauru                 |

## Polynésie
| Stát   | Správní celek        | Správní celek         | Hlavní článek                 |
| Stát   | český název (počet)  | název místním jazykem | Hlavní článek                 |
| ------ | -------------------- | --------------------- | ----------------------------- |
| Tuvalu | správní oblast (9)   | council               | Administrativní dělení Tuvalu |
| Tonga  | ostrovní skupina (5) | island group          | Administrativní dělení Tongy  |
| Samoa  | distrikt (11)        | district              | Administrativní dělení Samoa  |